# Jugurtinska vojna
Jugurtinska vojna (latinsko Bellum Iugurthinum; 112–106 pr. n. št.) je bil oborožen spopad med Rimsko republiko in kraljem Jugurto iz Numidije, kraljestva na severnoafriški obali, ki približno ustreza današnji Alžiriji. Jugurta je bil nečak in posvojenec Micipse, kralja Numidije, ki ga je nasledil na prestolu; to mu je uspelo tako, da je svoje tekmece premagal z atentati, vojno in podkupovanjem.
Po Jugurtovi uzurpaciji numidijskega prestola, zvestega rimskega zaveznika od punskih vojn, se je Rim čutil prisiljenega posredovati. Vojna je predstavljala pomembno fazo v rimski podreditvi Severne Afrike in vzponu imperija, vendar Numidija ni postala rimska provinca do leta 46 pr. n. št.

## Jugurta in Numidija
Numidija je bilo kraljestvo v Severni Afriki (približno ustreza severnemu delu današnje Alžirije) ob nekdanjem rimskem sovražniku, Kartagini. Kralj Masinisa, ki je bil zvest rimski zaveznik v drugi punski vojni, je umrl leta 149 pr. n. št., nasledil pa ga je njegov sin Micipsa, ki je vladal od 149 do 118 pr. n. št. Ob smrti je imel Micipsa tri potencialne dediče: svoja dva sinova, Adherbala in Hiempsala I., ter nezakonskega nečaka, Jugurto (Masinisov vnuk). Jugurta se je boril pod Scipionom Emilijanom pri obleganju Numancije, kjer je s prijateljstvom z rimskimi aristokrati spoznal rimske navade in vojaško taktiko. Micipsa, zaskrbljen, da bo Jugurta po njegovi smrti uzurpiral kraljestvo njegovim nekoliko manj sposobnim sinovom, ga je posvojil in kraljestvo zapustil skupaj svojima dvema sinovoma in Jugurti, pri čemer naj bi se kraljestvo razdelilo na tri dele. Po smrti kralja Micipse so se trije kralji sprli in se nazadnje dogovorili, da si bodo dediščino razdelili na tri ločena kraljestva; vendar se niso mogli dogovoriti o pogojih delitve in Jugurta je napovedal odprto vojno drugima dvema kraljema. Hiempsala, ki je bil, čeprav mlajši, pogumnejši od bratov, so umorili Jugurtovi agenti, Adherbal pa, ki se ni mogel braniti, je bil poražen in prisiljen pobegniti v Rim, kjer je zaprosil za arbitražo rimskega senata.
Čeprav je senat dobil pooblastilo od Micipse za arbitražo njegove volje, so se zdaj pustili podkupiti Jugurti, da so spregledali njegove zločine. Rimski senat je organiziral komisijo, ki jo je vodil nekdanji konzul Lucij Opimij, da bi pravično razdelila Numidijo med preostala dva tekmeca, začenši leta 116 pr. n. št. Vendar je Jugurta podkupil rimske uradnike v komisiji, da so mu dodelili boljši, rodovitnejši in bolj poseljen zahodni del Numidije, medtem ko je Adherbal prejel vzhodni del. Nemočen proti rimski korupciji je Adherbal sprejel in sklenjen je bil mir. Kmalu zatem, leta 113 pr. n. št., je Jugurta vseeno ponovno napovedal vojno svojemu bratrancu in ga premagal, prisilivši ga, da se je umaknil v Cirto, Adherbalovo prestolnico. Jugurtov cilj je bil zdaj osvojiti in tako združiti Numidijo pod svojo vladavino.
Rim, ki je to videl kot grožnjo stabilnosti v regiji, se je postavil na Adherbalovo stran. Z rimsko pomočjo se je Adherbal držal nekaj mesecev. Pomagalo mu je veliko število rimskih vitezov (Equites), ki so se naselili v Afriki zaradi komercialnih namenov. Iz svojih oblegovalnih linij je Adherbal ponovno pozval Rim na pomoč, in senat je ugodil njegovi prošnji. Rimski senat je poslal sporočilo Jugurti, naj konča vojno in prizna Adherbalovo pravico do njegovega kraljestva. Jugurta je zahtevo ignoriral in senat je poslal drugo delegacijo, tokrat pod vodstvom konzula Marka Scavra, spoštovanega člana aristokracije, da bi Jugurto prisilil k pokorščini. Kralj Jugurta, pretvarjajoč se, da je odprt za pogovore, je zavlačeval pogajanja s Scavrom in Adherbalom dovolj dolgo, da je Cirti zmanjkalo zalog in upanja na pomoč. Ko je Scavra odšel, ne da bi Jugurto prisilil k zavezi, se je Adherbal predal. Jugurta ga je takoj usmrtil skupaj z vsemi Rimljani, ki so se pridružili obrambi Cirte. Smrti rimskih državljanov so takoj povzročile ogorčenje med navadnimi ljudmi doma in senat, ogrožen s strani ljudskega tribuna Gaja Memmija, je končno napovedal vojno Jugurti leta 111 pr. n. št. in se pridružil strani pokojnega Adherbala v vojni, čeprav z odporom.

## Bestia
Lucij Kalpurnij Bestia, konzul za to leto, je bil imenovan za poveljnika rimske vojske v Afriki proti Jugurti. Spremljala sta ga Scavr in drugi izkušeni častniki in prejel je ponudbo zavezništva od Bocchusa I., kralja Mavretanije. Prebeg Bokha, njegovega tasta, je Jugurto napolnil z zaskrbljenostjo in poslal je k rimskemu konzulu sporočilo, da se preda. Ker ga niso več obravnavali kot grožnjo, so mu rimski senatorji odobrili pogodbo pod izjemno ugodnimi pogoji: Numidija je bila Jugurti vrnjena nedotaknjena, v zameno za podkupnine senatu, majhno dodatno globo in razpustitev njegovih bojnih slonov (ki jih je kasneje odkupil po znižani ceni od pokvarjenih častnikov). Dejansko so bili pogoji Jugurtove predaje tako ugodni, da so povzročili ponovno ljudsko ogorčenje v Rimu; na zahtevo tribuna Memmija je bila sprožena preiskava postopkov pogodbe. Jugurta je bil poklican v Rim – z obljubo varnega prehoda – in se je pojavil kot priča. Namesto da bi se podredil preiskavi, je podkupil dva rimska tribuna, da sta vložila veto na postopke in mu preprečila pričanje. V nastalem ogorčenju je Jugurtov bratranec Massiva, ki je pobegnil v Rim v strahu pred svojim bratrancem, izkoristil priložnost, da uveljavi svojo pravico do numidijskega prestola. Jugurta ga je umoril preko svojega plemiča Bomilkarja in senat, čeprav je bil sprva nagnjen k ponovnemu sprejetju podkupnine, da bi mu omogočil pobeg pred kaznijo, je bil na koncu prisiljen zaradi njegove predrznosti in besa množice, da ga izžene iz mesta in prekliče nedavni mir. Rimske vojske so se morale vrniti v Jugurtovo Numidijo.

## Spurij in Avl Postumij
Konzul Spurij Postumij Albin je prevzel poveljstvo rimske vojske v Afriki (110 pr. n. št.), vendar ni uspel izvesti energičnih akcij zaradi nesposobnosti, nediscipline v svoji vojski in – domnevno – podkupovanja s strani Jugurte. Kasneje istega leta se je Albin vrnil v Italijo in poveljstvo prepustil svojemu bratu, Avlu Postumiju Albinu. Slednji, bolj aktiven, čeprav nič bolj sposoben kot njegov brat, se je odločil za drzen napad, marširal je sredi zime, da bi oblegal mesto Suthul, kjer je bila numidijska zakladnica; vendar je bilo mesto močno in odlično utrjeno in ga ni bilo mogoče zavzeti. Postumij, ki si ni želel umakniti brez udarca sovražniku, je dovolil Jugurti, da ga je zvabil v opustošeno divjino Sahare, kjer je prebrisani numidijski kralj, ki naj bi podkupil rimske častnike, da bi olajšal svoj napad, uspel ujeti Rimljane v neugodnem položaju. Polovica rimske vojske je bila pobita, preživeli pa so bili prisiljeni iti pod jarem v sramotni simboliki predaje. Premagani Postumij je podpisal pogodbo, s katero je Jugurto trajno imenoval za kralja celotne Numidije in se vrnil k miru, sklenjenemu z Bestio in Skaurjem. Senat pa je, ko je slišal za to kapitulacijo, zavrnil spoštovanje pogojev in nadaljeval vojno.

## Metel
Po Postumijevem porazu se je senat končno otresel svoje letargije in za poveljnika v Afriki imenoval plebejca Kvinta Metela (Quintus Caecilius Metellus Numidicus), ki je imel sloves integritete in poguma. Metel je dokazal pravilnost svoje presoje z izbiro moških za častnike v kampanji na podlagi sposobnosti in ne čina. Tako Gaj Marij (plebejec iz Arpinuma) kot tudi znani disciplinarian in vojaški teoretik Publius Rutilius Rufus sta dokazal Metelovo zavezanost zaslugam in strokovnosti v njegovem častniškem zboru. 
Ko je Metel leta 109 pr. n. št. prispel v Afriko, je moral najprej preoblikovati vojsko in vzpostaviti nekakšno vojaško disciplino. Spomladi je svojo reorganizirano vojsko popeljal v Numidijo. Jugurta je bil prestrašen in je začel pogajanja, kjer je Metel poskušal prepričati kraljeve odposlance, naj ujamejo Jugurto in ga izročijo Rimljanom. Prebrisani Jugurta je, ugibajoč Metelove namere, prekinil pogovore in se umaknil južno za numidijske gore, kjer se je postavil na ravnicah za njimi.
Metel je sledil in prečkal gore v puščavo, napredujoč do reke Mutul. Jugurta je svojo vojsko razdelil na dva oddelka, od katerih je eden (sestavljen iz konjenice in najboljše pehote) ležal južno od gore na desnem boku Rimljanov, ki so marširali proti reki Mutul, ki je ležala vzporedno z gorami, 18 mi (30 km) južno; drugi oddelek (sestavljen iz bojnih slonov in preostale pehote) je ležal še južneje, bližje reki.
Metel je situacijo rešil tako, da je eno silo poslal neposredno južno proti reki pod Rufusom, medtem ko sta preostala pod Metelom in Marijem marširala poševno jugozahodno, da bi Jugurto izrinila iz njegovega položaja in mu preprečila oviranje marša prvega dela proti reki. Jugurta pa je, pokazujoč odlično poveljstvo, takoj ko so se Rimljani spustili na ravnino, poslal pehoto v formaciji kolone za zadrževanje gorskih prelazov, s čimer je prekinil njihovo umikajočo se črto; medtem je njegova konjenica nadlegovala Metelov oddelek pehote v rojih po ravnini. Rimljani niso mogli učinkovito odgovoriti, saj so imeli le težko konjenico; po drugi strani pa so bili konji numidijske lahke konjenice dobro prilagojeni na neraven teren in so lahko napadli in se nato z lahkoto umaknili. Medtem je Rufus napredoval do reke, vendar ga je napadla Jugurtova južna sila; tako si dve rimski vojski nista mogli medsebojno pomagati. Vendar pa, čeprav je bila Metelova vojska zdaj ujeta v puščavi z manj vojaki in slabšim poveljstvom, so Rimljani vseeno zmagali hkrati na obeh frontah. Rufus je premagal južni oddelek z napadom konjenice, ki je razgnal vojne slone in pehoto sovražnika, medtem ko sta Metel in Marij, zbrala skupino legionarjev, zasedla edini hrib na ravnini, ki je obvladoval situacijo. Rimska pehota je odbila Jugurtove slabše numidijske vojake, ki so se z velikimi izgubami umaknili v puščavo. Metel je zmagal v bitki pri Mutulu, vendar to ni bila dokončna zmaga, saj je numidijski kralj pobegnil.
Nov krog pogajanj ni prinesel ničesar, saj je Metel zavrnil Jugurtove velike koncesije in zahteval, da se kralj preda v rimsko pripor. Da bi se učinkoviteje upiral Rimljanom, je Jugurta odpustil večino svojih nekvalitetnih rekrutov, obdržal je le najaktivnejše čete pehote in lahke konjenice, da bi nadaljeval vojno z gverilsko taktiko. Metel je ponovno napredoval, zavzemal mesto za mestom, vendar ni mogel ujeti svojega sovražnika. Poskušal je izzvati Jugurto v odprto bitko z obleganjem numidijskega mesta Zama, vendar se kralj ni pustil izzvati in je nadaljeval z nerednim bojevanjem. Leta 108 pr. n. št., ko je Metel izvedel lokacijo Jugurtove vojske, je dohitel Numidijce in kralju zadal resen poraz. Jugurta je s svojo družino in zakladnicami pobegnil v puščavsko trdnjavo Thala, ki je bila nedostopna, razen z izjemno napornim tridnevnim pohodom skozi puščavo brez vode. Metel je svojo vojsko opremil vodnimi mehi za transport vode in sledil, da bi oblegal trdnjavo, ki je padla po štiridesetih dneh. Vendar je Jugurti uspelo pobegniti iz gorečih razvalin, s čimer je uničil vsa Metelova prizadevanja.
Na tej točki se je Jugurta umaknil na dvor svojega tasta, kralja Bocchusa I.. iz Mavretanije, ki je, čeprav je prej izpovedoval prijateljstvo do Rimljanov, zdaj Jugurto gostoljubno sprejel in ne da bi izrecno napovedal vojno (Rimu), napredoval s svojimi četami v Numidijo vse do prestolnice Cirte. Metel, ki je po zaključku kampanje prezimoval na tem območju, je začel pogajanja z Bocchusom, da bi mu predal Jugurto. Preden je bil dosežen dogovor, je bil Metel odstavljen s svojega poveljstva s strani rimske plemenske skupščine in ga je zamenjal njegov podrejeni Gaj Marij. Notranji boj v rimskem taboru med Metelom in Marijem je privedel do te spremembe poveljstva. Metel je neugodno gledal na Marijeve znane ambicije v rimski politiki in mu več dni ni dovolil, da bi odplul v Rim in kandidiral za konzulstvo. Sčasoma je Metel Mariju dovolil, da se vrne v Rim in Marij je bil leta 107 izvoljen za konzula. Metel pa ni vedel, da je Marij še vedno želel poveljevati četam v Numidiji, s čimer bi ga ta popolnoma odstranil. Numidija ni bila območje, ki bi ga rimski senat določil za dodelitev konzulu. Vendar pa so populari sprejeli zakon v svoji plemenski skupščini, ki je Mariju leta 107 dal poveljstvo proti Jugurti. To je bilo pomembno, ker je skupščina uzurpirala pravice in pooblastila senata v tej zadevi in senat se je umaknil, ne da bi se upiral.
Metel je bil besen zaradi vseh teh dogodkov in se je odločil, da bo Marijevo poveljstvo precej otežil, tako da ni dovolil, da bi njegove legije služile pod Marijem. Metel jih je poslal nazaj v Italijo, da bi se pridružile vojski drugega konzula, Luciju Kasiju Longinu (konzul 107 pr. n. št.), izključno zato, da bi preprečil njihovo uporabo v Numidiji. (Lucij naj bi se odpravil na sever, da bi se soočil z germansko invazijo na Galijo.)

## Marij
Marij je ugotovil, da so tradicionalne rimske rezerve vojaške sile izčrpane. Ker se je neenakost povečevala, je manj moških vojaške starosti izpolnjevalo premoženjske zahteve za služenje v legijah. Vendar pa je na tisoče revnih Rimljanov sedelo brezdelno v Rimu, neprimerni za služenje. Ker jih je želel uporabiti in z precedensom za opustitev premoženjskih zahtev med eksistencialno krizo, ki je bila med drugo punsko vojno, je bil Marij oproščen zahtev za zbiranje vojakov glede na njihovo premoženje. Ti dogodki so Marija navdihnili, da je poskušal reformirati rimsko vojsko.
Ko je Gaj Marij leta 107 pr. n. št. kot konzul prispel v Numidijo, je takoj prekinil pogajanja in nadaljeval vojno. Marij je korakal proti zahodu, plenil numidijsko podeželje, zavzemal manjša numidijska mesta in trdnjave ter poskušal izzvati Jugurto v odločilno bitko, vendar se numidijski kralj ni hotel spopasti. Marijeva strategija je bila podobna Metelovi in ni prinesla boljših rezultatov; nadaljeval je z okupacijo numidijskih mest in utrdil več strateških položajev. Konec leta 107 pr. n. št. je Marij izvedel nevaren puščavski pohod do Gafse na skrajnem jugu, kjer je po predaji mesta usmrtil vse preživele. Nato je napredoval daleč na zahod in zavzel trdnjavo blizu reke Muluccha, kamor je Jugurta preselil velik del svojega zaklada. Medtem so Jugurtovi lojalisti ponovno zavzeli prestolnico Citrto. S pohodom tako daleč na zahod je Marij pripeljal rimsko vojsko zelo blizu posesti kralja Bocchusa I., kar je končno izzvalo Mavretanca v neposredno vojno, pridružil se je Jugurtovi strani. V puščavah zahodno od Serifa je Marija presenetila ogromna vojska Numidijcev in Mavretancev pod poveljstvom obeh sovražnih kraljev. Tokrat Marij ni bil pripravljen na akcijo in v spopadu je lahko le oblikoval obrambne kroge. Napad sta izvedli getulska in mavretanska konjenica in Marij in njegova glavna sila sta se nekaj časa znašla oblegana na hribu, medtem ko sta bila Marijev kvestor Lucij Kornelij Sula in njegovi možje v obrambi na drugem hribu v bližini. Vendar so Rimljani uspeli zadržati sovražnika do večera in Afričani so se umaknili, prepričani, da bodo delo dokončali naslednje jutro. Rimljani so naslednje jutro ob zori presenetili nezadostno varovan afriški tabor in popolnoma razbili afriško vojsko. Nato so korakali proti vzhodu, da bi ponovno zavzeli Cirto in tam preživeli zimsko. Afriški kralji so z lahko konjenico nadlegovali pohod proti vzhodu, vendar jih je Sula, ki ga je Marij postavil za poveljnika zaščitnice in konjenice, odbil. Združena afriška vojska je nato poskušala dokončati Marija, toda ko se je Sula vrnil iz zasledovanja, so Rimljani razbili tako Jugurtovo kot Bocchusovo vojsko. Marij je zmagal v drugi bitki pri Cirti in je zdaj lahko svojo vojsko namestil v zimski tabor. Marijeva vojska je tako varno končala poletno kampanjo v Cirti, vendar je bilo zdaj očitno, da Rim ne more premagati Jugurtove gverilske taktike z vojno. Zato je Marij čez zimo nadaljeval pogajanja z Bocchusom, ki, čeprav se je pridružil drugi bitki pri Cirti, še ni napovedal vojne samemu Rimu. Končno je Marij dosegel dogovor z Bocchusom, po katerem bi Sula, ki je bil prijatelj s člani Bocchusovega dvora, vstopil v Bocchusov tabor, da bi sprejel Jugurto kot političnega talca. Kljub možnosti izdaje s strani Mavretanca se je Sula strinjal. Preostale Jugurtove privržence, ki so se pridružili rimskim zaveznikom, so nato Mavri zahrbtno pobili, kralja Jugurto pa je Bocchus v verigah izročil Suli.

## Zaključek
Potem je Bocchus priključil zahodni del Jugurtovega kraljestva in postal "prijatelj rimskega ljudstva" (izraz, ki se je uporabljal za tujega kralja v dobrih odnosih z Rimom). Jugurto so vrgli v podzemno ječo (Tullianum) v Rimu in ga nazadnje usmrtili, potem ko je leta 104 pr. n. št. sodeloval na Marijevem triumfu.